# سلیمان نظیف
سلیمان نظیف (ترکی استانبولی: Süleyman Nazif؛ ۲۹ ژانویه ۱۸۷۰ – ۴ ژانویه ۱۹۲۷) سیاست‌مدار اهل ترکیه بود. وی به زبان‌های ترکی، فارسی، عربی و فرانسوی مسلط بود و در تمامشان اشعاری سروده بود. نظیف یکی از شاهدان نسل‌کشی ارامنه بود و نام وی، در کنار نام برادرش، فایک علی اوزنسوی× برای نجات جان هزاران ارمنی در وقایع نسل‌کشی ارمنی‌ها شناخته شده‌است.